# TEAM BANANA
TEAM BANANA（チーム・バナナ）は、吉本興業（東京本社）所属のお笑いコンビ。2005年結成。NSC東京校13期生。共に群馬県桐生市出身。

## メンバー
山田 愛実（やまだ まなみ、1988年8月15日 - ）（36歳）
ボケ・ネタ作り担当、立ち位置は向かって右。
身長155cm、体重40kg、血液型はA型（推定）。
好物はかき氷、トマト、西瓜、辛いもの。
趣味はドッジボール、サスペンスドラマ鑑賞、マンガ喫茶、かき氷店巡り、人がゲームしているのを見ること。
よしもとべっぴんランキングでの最高順位は2014年度の2位。
過去にしていたアルバイトはポスティングや探偵等。
整理収納アドバイザー2級の資格を持っている。ミニマリスト。
2023年2月から休養。2025年3月活動再開。
2025年6月7日、コンビのYouTubeチャンネルにて、15年以上交際していた「ジェラードン」のかみちぃと2023年に結婚していたことを発表。

藤本 友美（ふじもと ともみ、1988年6月28日 - ）（37歳）
ツッコミ担当、立ち位置は向かって左。
身長157cm、体重67kg、血液型O型。
好物は白米と餃子。
趣味・特技はダイエット、ゲーム実況をみること。運動神経は良くバスケをやっていた。
ジャパハリネット、ハルカミライが好き。
ピン芸人のヨッシャ比留間と付き合っていたが、2022年5月頃に破局。一人暮らしを始めた。
梱包のアルバイトをしている。
2024年11月29日に有宗先生（キンボシ）と結婚したことをYouTubeにて報告。

## 来歴・概説
- 桐生市立商業高等学校の同級生だった2人が2005年にコンビを結成。最初はM-1甲子園出場が目的の結成で、高校2年の時に藤本から誘った[5]。
- 2005年のM-1甲子園では地区予選を通過できなかったが、2006年のM-1甲子園で優勝する[5]。
- 高校卒業後、2人そろって東京NSCに入学。M-1甲子園審査員のオール巨人が総評で口添えし、当時特待生制度が無かったNSCに学費無料で入学した[5]。正式なプロデビューはNSC卒業後の2008年となる[6]。
- ネタは主に山田の様々なボケに藤本がツッコむスタイルのしゃべくり漫才。「ガールズトーク漫才」「女性版のあるあるネタ」と言われている[7]。最初は正統派漫才をやっていたが堅苦しくなり過ぎたということから、2015年頃から日常でむかついたことについて悪口で言い合うというスタイルの漫才を始めた[5]。
- ヒルナンデス!（日本テレビ）では前説を務めている[8]。
- 女芸人No.1決定戦 THE Wでは、2017年から2019年まで3年連続で準決勝に進出し、2020年から2022年までは3年連続で決勝に進出[9][10]。2023年は山田の休養により不参加。
- ヨシモト∞ホールではレギュラー（ムゲンダイレギュラー）だったが、山田の休養でネタが出来ないこともあり、2024年3月をもって卒業[11]。

## 賞レース戦績

### M-1甲子園
- 2006年 優勝（※アマチュア時代）

### M-1グランプリ
出典：
- 2006年 3回戦進出（※アマチュア時代）
- 2007年 2回戦進出（※NSC在学時）
- 2008年 2回戦進出
- 2009年 2回戦進出
- 2010年 1回戦敗退
- 2015年 1回戦敗退
- 2016年 3回戦進出
- 2017年 3回戦進出
- 2018年 3回戦進出
- 2019年 準々決勝進出
- 2020年 2回戦進出
- 2021年 3回戦進出
- 2022年 準々決勝進出

### 女芸人No.1決定戦 THE W
- 2017年 準決勝進出
- 2018年 準決勝進出
- 2019年 準決勝進出
- 2020年 決勝進出[9]
- 2021年 決勝進出[10]
- 2022年 決勝進出[13]

## 出演

### テレビ
- BS吉テレ『ナオミクローゼット』（2013年4月 - 、BS日テレ ）
- 週間!大学生活図鑑（BS日テレ）
  - VTR MC（2015年10月30日）
  - メインMC（2015年11月6日 - 12月4日）
- バチッと!爆ハリ!（千葉テレビ放送） - ナレーション（山田のみ）
- 中居大輔と本田翼と夜な夜なラブ子さん（2021年2月11日、TBSテレビ）
- ヒルナンデス! （2021年2月19日、日本テレビ） - 金曜コーナー｢3色ショッピング｣
- 47ランキンLIVE!（2022年4月 - 、BSよしもと）
- 上田と女が吠える夜（2022年7月13日、日本テレビ）
- アメトーーク!（2023年7月13日、テレビ朝日） - 藤本のみ

### ネット配信
- 火花 第5話（Netflix、2016年6月3日）
- 占いTV「ライブdeフォーチュン」（2018年4月 - ）
- 指原莉乃＆ブラマヨの恋するサイテー男総選挙（2018年8月28日[14]、AbemaTV）山田のみ

### ラジオ
- マイナビ Laughter Night（TBSラジオ、2017年1月7日）
- 美らバナナすすり隊 （2021年4月28日）

### ライブ
- TEPPEN
- JETGIG
- 渋谷ばちーんんんJump
- 新ネタバトル!Bリーグ
- 口外禁止
- おとめンズ（MC）
- RUSH（MC）
- 27才（単独ライブ）
- girl's ∞ night〜女の子だけのネタライブ〜
- 彩Jr.
- オオカミストリート
- 女子部屋
- ワレラ13〜あれからどうしてた?〜
- お笑いジェイソンズ～13期の水曜日～
- 60分漫才（単独ライブ）
- TEAM BANANAトークライブ
- タラレバがらの卒業
- ワラムゲ
- 漫才道場